# Jerry Springer
Gerald Norman Springer, detto Jerry (Londra, 13 febbraio 1944 – Chicago, 27 aprile 2023), è stato un conduttore televisivo, politico e giornalista britannico naturalizzato statunitense, principalmente conosciuto in quanto conduttore del talk show The Jerry Springer Show, le cui trasmissioni sono iniziate nel 1991. Fu anche sindaco democratico di Cincinnati, telegiornalista e musicista.

## Biografia
Nacque a Londra durante la Seconda guerra mondiale da genitori ebrei scappati dalla Germania nazista.
Prima di lavorare in ambito televisivo, Springer fu un eminente politico, che nel 1970 concorse per un seggio alla Camera dei Rappresentanti statunitense, e nel 1971 fu eletto nel consiglio comunale della città di Cincinnati, nell'Ohio. Nel 1974, Springer fu costretto a dimettersi a causa di uno scandalo di prostituzione. Ciò nonostante riuscì ad essere rieletto nel 1975 e nel 1977, all'età di trentatré anni, diventò sindaco della città, posizione che ricoprì per un anno.
Nel 1982 corse invano per l'incarico di Governatore dell'Ohio. In seguito, abbandonata la politica, lavorò per oltre un decennio come giornalista e commentatore politico per WMAQ, canale di proprietà della NBC. Il 30 settembre 1991 iniziano le trasmissioni del popolare talk show The Jerry Springer Show, registrato a Chicago ed andato in onda fino al 2018. A metà anni novanta, Springer registrò Dr. Talk, un album di musica country.
Springer recitò in molte occasioni, spesso interpretando sé stesso. Fra gli altri, Springer è comparso in Pappa e ciccia, X-Files, Sposati... con figli, Austin Powers - La spia che ci provava e MADtv.
Nel 2006 prese parte all'edizione statunitense di Dancing with the Stars, dove è stato eliminato nella settima puntata.
È morto il 27 aprile 2023 all'età di 79 anni per un tumore al pancreas diagnosticatogli pochi mesi prima.

## Nella cultura di massa
Nel 2002 ad Edimburgo ha debuttato il musical Jerry Springer - The Opera di Stewart Lee e Richard Thomas, ispirato alla vita di Springer.
Springer ed il suo programma sono citati nel brano di Mark Knopfler Devil Baby. Inoltre Springer è l'ispirazione delle canzone Jerry Springer di "Weird Al" Yankovic, Mr Springer di Fascinating Aïda, Jerry Rules in the Land of the Free degli De Heideroosjes e Mr. Unfaithful del gruppo A.C.T.. Viene inoltre citato nella canzone Candles di Juice Wrld.
The Jerry Springer Show è inoltre stato oggetto di parodia in numerose produzioni televisive e cinematografiche come Bara con vista, Quell'uragano di papà, Austin Powers - La spia che ci provava e I Simpson.
Jerry Springer è citato nel bestseller Tanti piccoli fuochi di Celeste Ng: per i ragazzi di casa Richardson era consuetudine, dopo la scuola, sedersi sul grande divano e guardare in tv Jerry Springer.